# Krzywiczyny
Krzywiczyny (deutsch: Schönfeld) ist ein Ort der Stadt- und Landgemeinde Wołczyn im Powiat Kluczborski der Woiwodschaft Opole in Polen.

## Geographie
Krzywiczyny liegt rund fünf Kilometer nördlich von Wołczyn (Konstadt), 18 Kilometer nordwestlich von Kluczbork (Kreuzburg) und etwa 52 Kilometer nordöstlich von Opole (Oppeln). Westlich fließt der Strumień Wołczyński (Konstädter Bach).
Zu Krzywiczyny gehören die Siedlungen Krzywiczyny-Kolonia (Kolonie Waldstädtenfluss), Walsztat (Vorwerk Waldstädtenfluss) und die Kolonia Teklusia (Kolonie Teklas Lust).
Nachbarorte von Krzywiczyny sind im Nordosten Bruny (Brune), im Südosten Skałągi (Skalung) und Brzezinki (Bürgsdorf), im Süden Wołczyn (Konstadt) und im Westen Świniary Wielkie (Groß Blumenau).

## Geschichte

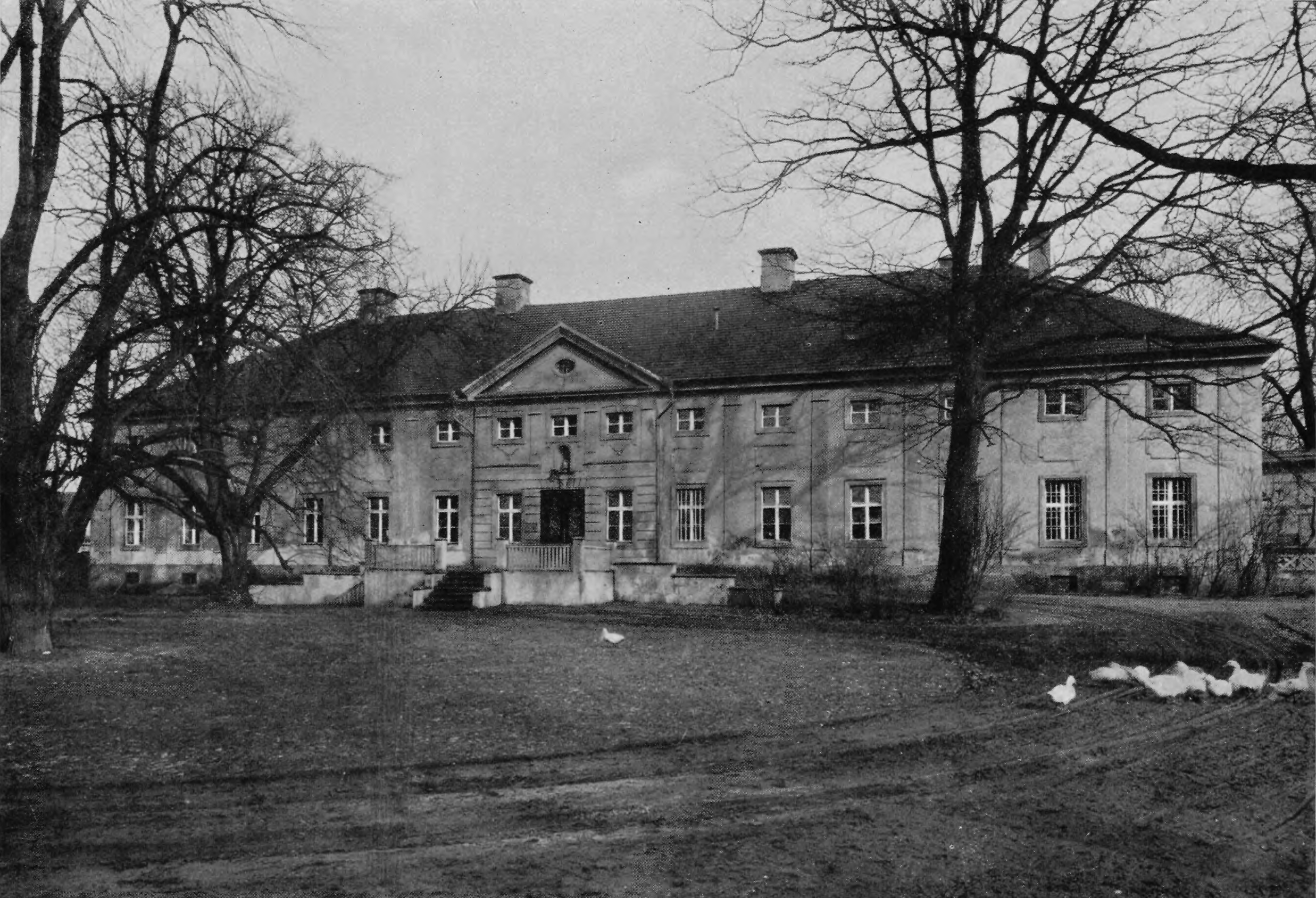
Schloss Schönfeld (1937)

1305 wird das Dorf erstmals erwähnt. 1406 erfolgt eine Erwähnung des Dorfes als Schonfelt.
1623 wird die Schrotholzkirche erbaut. 1783 wird das Schloss Schönfeld erbaut.
1845 bestand das Dorf aus einem Schloss, einer evangelischen Schrotholzkirche, einer evangelischen Schule und weiteren 96 Häusern. Im gleichen Jahr lebten in Schönfeld 884 Menschen, davon 64 katholisch und zwei jüdisch. 1861 lebten in Schönfeld 1045 Menschen. 1874 wurde der Amtsbezirk Schönfeld gegründet. Erster Amtsvorsteher war der Rittergutsbesitzer Otto von Watzdorf.
1933 lebten in Schönfeld 961, 1939 wiederum 898 Menschen. Bis 1945 gehörte das Dorf zum Landkreis Kreuzburg O.S. Letzter Besitzer des Dorfes war im Jahr 1945 die Familie von Watzdorf.
Als Folge des Zweiten Weltkriegs fiel Schönfeld 1945 wie der größte Teil Schlesiens unter polnische Verwaltung. Nachfolgend wurde der Ort in Krzywiczyny umbenannt und der Woiwodschaft Schlesien angeschlossen. 1950 wurde es der Woiwodschaft Oppeln eingegliedert. 1999 kam der Ort zum neu gegründeten Powiat Kluczborski (Kreis Kreuzburg).

## Sehenswürdigkeiten

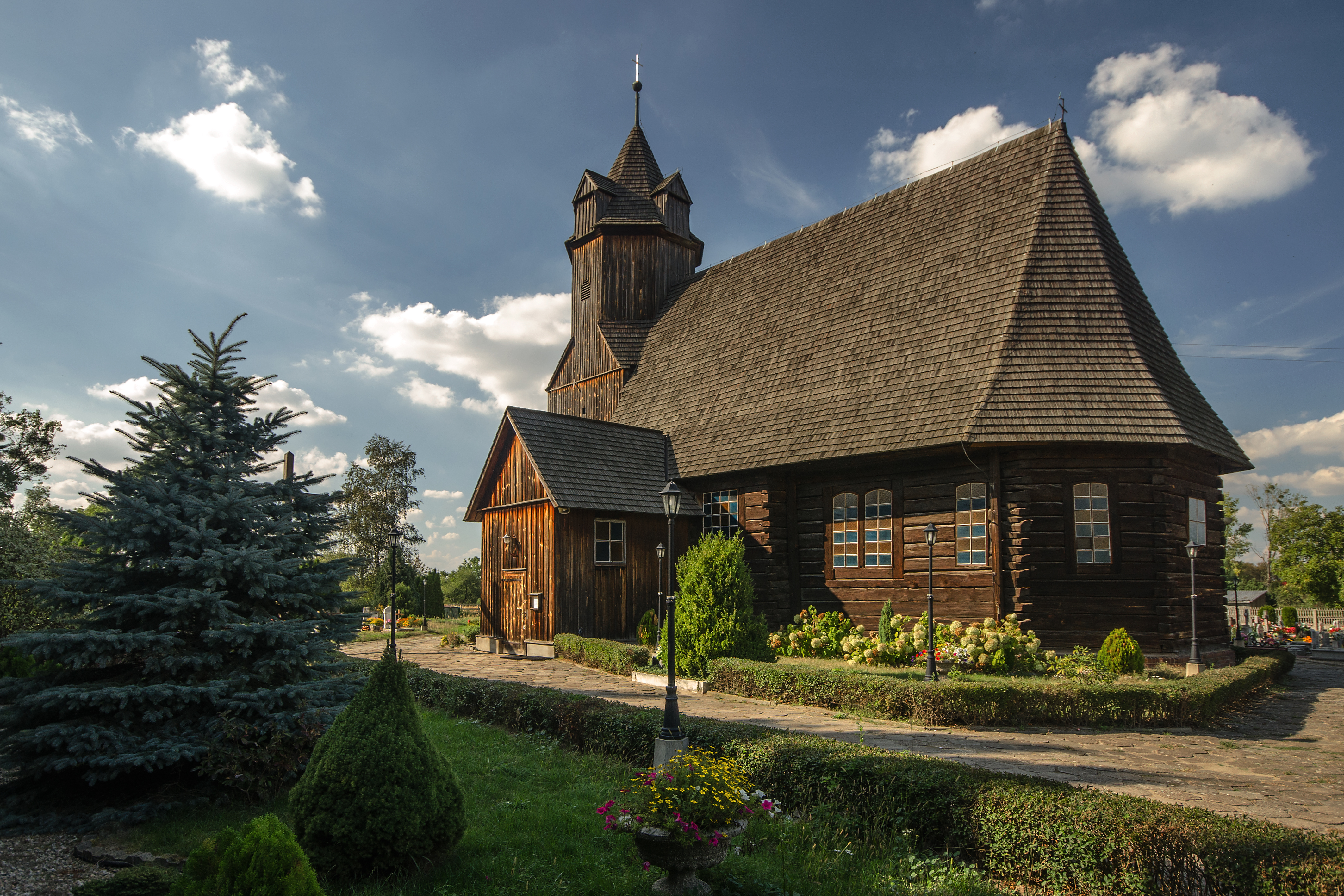
Schrotholzkirche Hl. Dreifaltigkeit

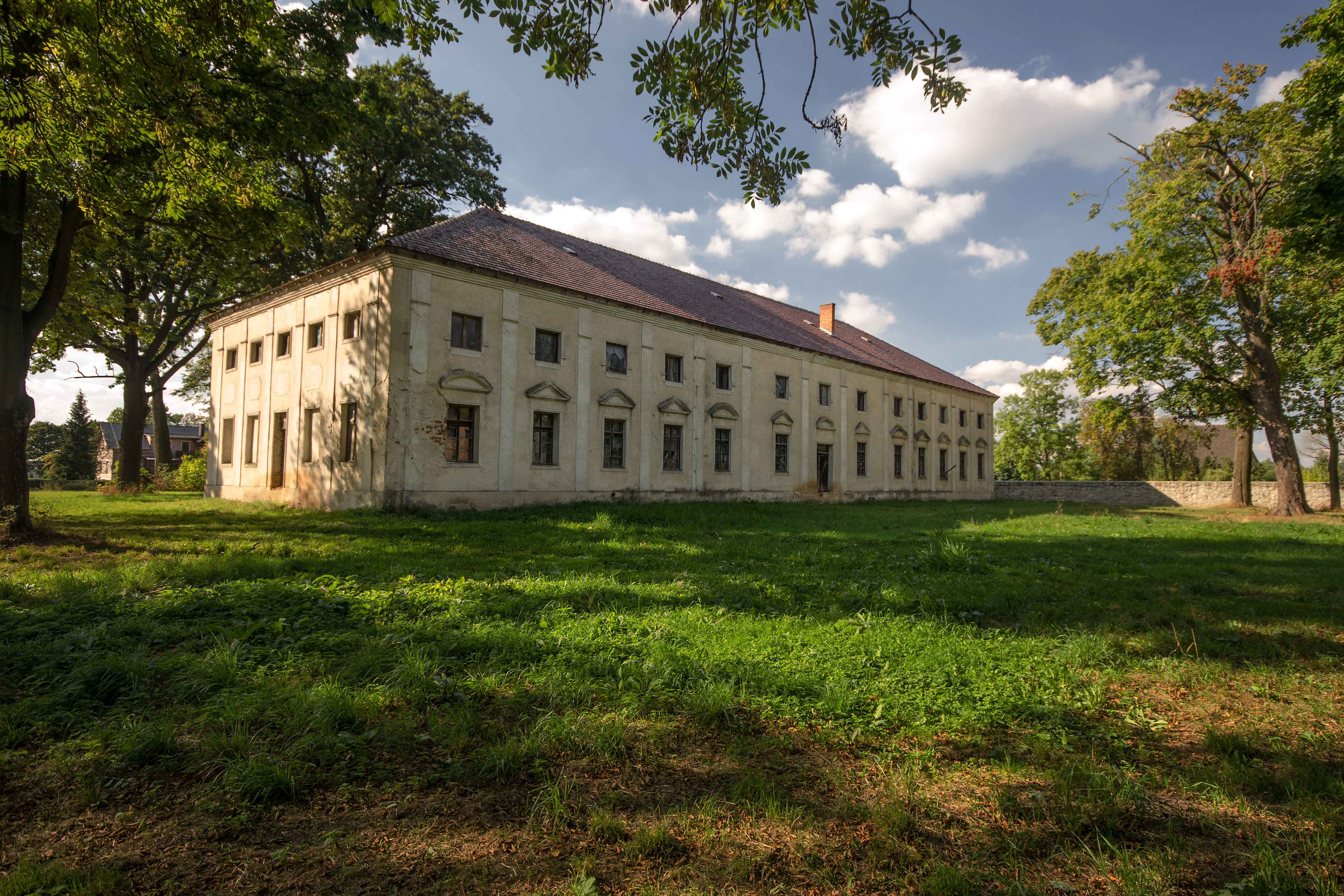
Schloss Schönfeld (2016)

- Die Schrotholzkirche Hl. Dreifaltigkeit (poln. Kościół drewniany pw. Świętej Trójcy) wurde 1623 unter dem Zimmermann Christian Bittner erbaut. Bereits zuvor existierte an gleicher Stelle eine hölzerne Kirche. 1923 stiftete der damalige Gutsbesitzer Otto von Watzdorf zum 300. Jubiläum der Kirche eine neue Glocke, nachdem die eigentliche Kirchglocke im Ersten Weltkrieg eingeschmolzen wurde. 1937 wurde die Holzkirche saniert. Bis 1945 diente die Kirche als evangelisches Gotteshaus. Die Kirche besitzt einen dreiseitig geschlossenen Chor und eine Sakristei an der Norden, welche mit verschalten Wänden versehen wurde. Im Westen liegt der quadratische Glockenturm mit einem oktogonalen Zeltdach. Der Hauptaltar im Inneren der Kirche wurde um 1800 im klassizistischen Stil errichtet. Das Taufbecken stammt aus der zweiten Hälfte des 17. Jahrhunderts. Die Orgel besitzt Ornamente im Stil des Rokokos.[6] Die Kirche steht seit 1953 unter Denkmalschutz.[7]
- Das Schloss Schönfeld wurde 1783 im Stil des Klassizismus errichtet. Der rechteckige, eingeschossige Bau besitzt an der westlichen Hauptfront Flachrisalite sowie einen Dreiecksgiebel.[6] Das Schloss steht seit 1964 unter Denkmalschutz.
- Um das Schloss herum wurde bis Ende des 19. Jahrhunderts ein weitläufiger Landschaftspark angelegt. Dieser besitzt bis heute einen alten Baumbestand mit teils exotischen Baumarten.

## Persönlichkeiten
- Otto von Watzdorf (1801–1860) – Mitglied der Frankfurter Nationalversammlung sowie Abgeordneter im sächsischen Landtag, in Schönfeld verstorben
- Otto von Watzdorf (1841–1898) – Landrat des Kreises Kreuzburg O.S., in Schönfeld verstorben
- Willi Linden (1922–2006) – Geburtsort des Hochschullehrers für gewerblichen Rechtsschutz an der Universität Halle